# Walerij Pronkin
Walerij Pronkin (ur. 15 czerwca 1994 w Niżnym Nowogrodzie) – rosyjski lekkoatleta specjalizujący się w rzucie młotem.
Uczestnik mistrzostw świata juniorów młodszych (2011). W 2012 zajął ósme miejsce w juniorskich mistrzostwach świata. Rok później w Rieti został najlepszym juniorem na Starym Kontynencie. Srebrny medalista mistrzostw Europy do lat 23 w Tallinnie (2015). W 2017 roku, startując pod flagą neutralną na mistrzostwach świata w Londynie zdobył wicemistrzostwo.
Złoty medalista mistrzostw Rosji.
Rekord życiowy: 81,12 (13 lutego 2022, Soczi).

## Osiągnięcia
| Rok  | Impreza                               | Miejsce         | Konkurencja  | Pozycja           | Wynik | Reprezentacja |
| ---- | ------------------------------------- | --------------- | ------------ | ----------------- | ----- | ------------- |
| 2011 | Mistrzostwa świata juniorów młodszych | Lille Metropole | rzut dyskiem | 10. miejsce       | 56,39 | RUS           |
| 2011 | Mistrzostwa świata juniorów młodszych | Lille Metropole | rzut młotem  | el. – 20. miejsce | 66,06 | RUS           |
| 2011 | Olimpijski festiwal młodzieży Europy  | Trabzon         | rzut młotem  | 4. miejsce        | 77,90 | RUS           |
| 2012 | Mistrzostwa świata juniorów           | Barcelona       | rzut młotem  | 8. miejsce        | 74,51 | RUS           |
| 2013 | Mistrzostwa Europy juniorów           | Rieti           | rzut młotem  | 1. miejsce        | 78,34 | RUS           |
| 2015 | Młodzieżowe mistrzostwa Europy        | Tallinn         | rzut młotem  | 2. miejsce        | 74,29 | RUS           |
| 2017 | Mistrzostwa świata                    | Londyn          | rzut młotem  | 2. miejsce        | 78,16 | ANA           |